# Hedwige Chevrillon
Pour les articles homonymes, voir Chevrillon.
Hedwige Chevrillon est une journaliste de radio et de télévision.

## Biographie
Titulaire d'une maîtrise d'économie, de science politique et d'administration des affaires (MBA) de l'École des hautes études commerciales de Paris (HEC), elle est diplômée de la London Business School et de l'institut français de presse.
Nièce du patron de presse Olivier Chevrillon, elle a notamment été directrice de la rédaction de L'Expansion et des Forums de L'Expansion. En 2000, elle rejoint La Tribune en qualité de rédactrice en chef.
Elle compte parmi les principaux présentateurs de BFM Business et de BFM TV[réf. nécessaire].

## Publication
- Sarkozy Connection, Hachette, 2007.

## Décoration
Elle est chevalier de la Légion d'honneur depuis 2010.